# Sphaerotilus natans
Sphaerotilus natans — вид грибів, що належить до монотипового роду  Sphaerotilus.

## Поширення та середовище існування
Sphaerotilus natans потребує розчинених простих цукор с або органічні кислоти в якості живлення, але потребує менше фосфор, ніж багато конкуруючих організмів і може переносити низькі концентрації кисню. Можливість детоксикації вважається можливістю депонування елементарного сірка внутрішньоклітинного в присутності сірководень механізму детоксикації. Sphaerotilus natans вимагає або кобаламін, або метіонін як поживного речовини. Sphaerotilus natans нитки можуть сприяти розвитку перифітону біоплівки, що захоплює суспендовані частинки і стабілізує колонії інших організмів, включаючи  Klebsiella  і  Pseudomonas .

## Галерея

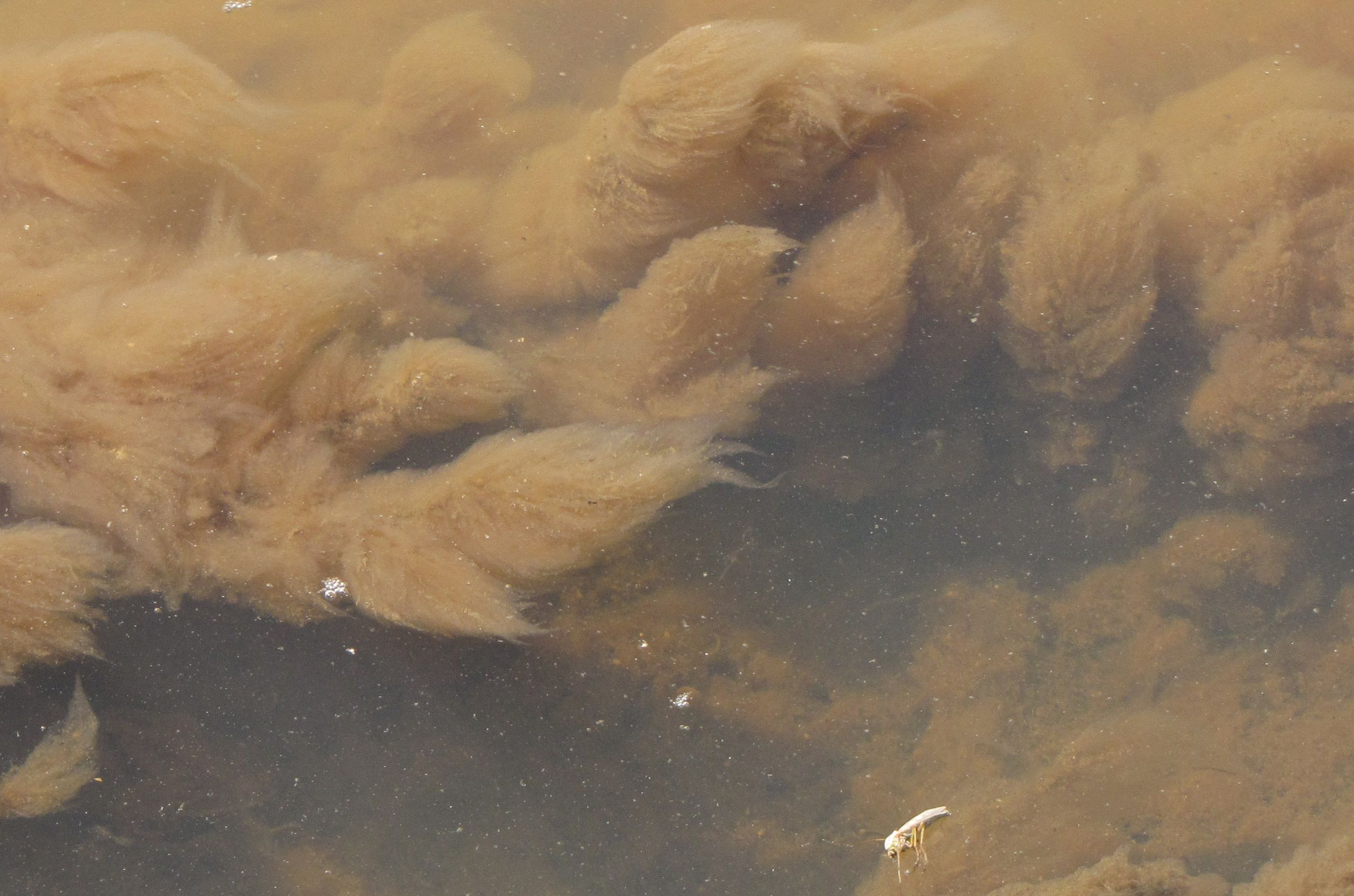
Sphaerotilus natans
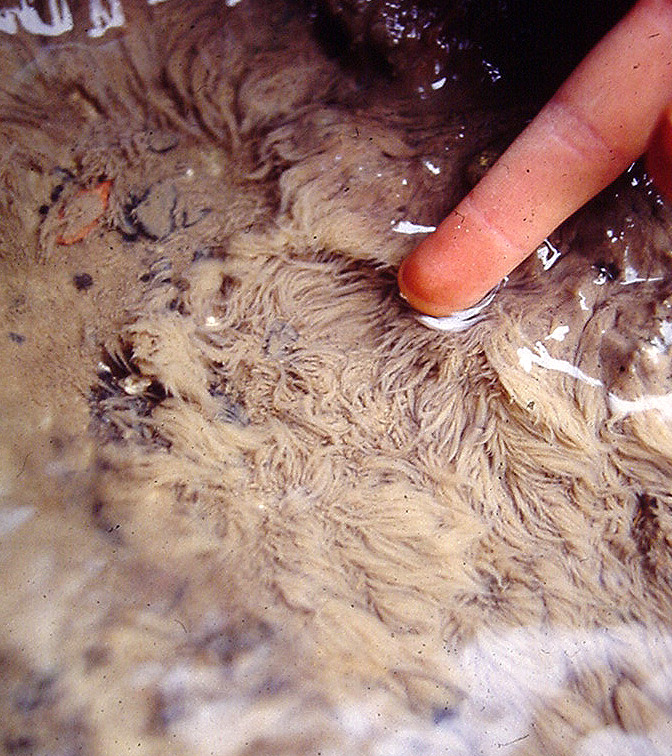
Sphaerotilus natans
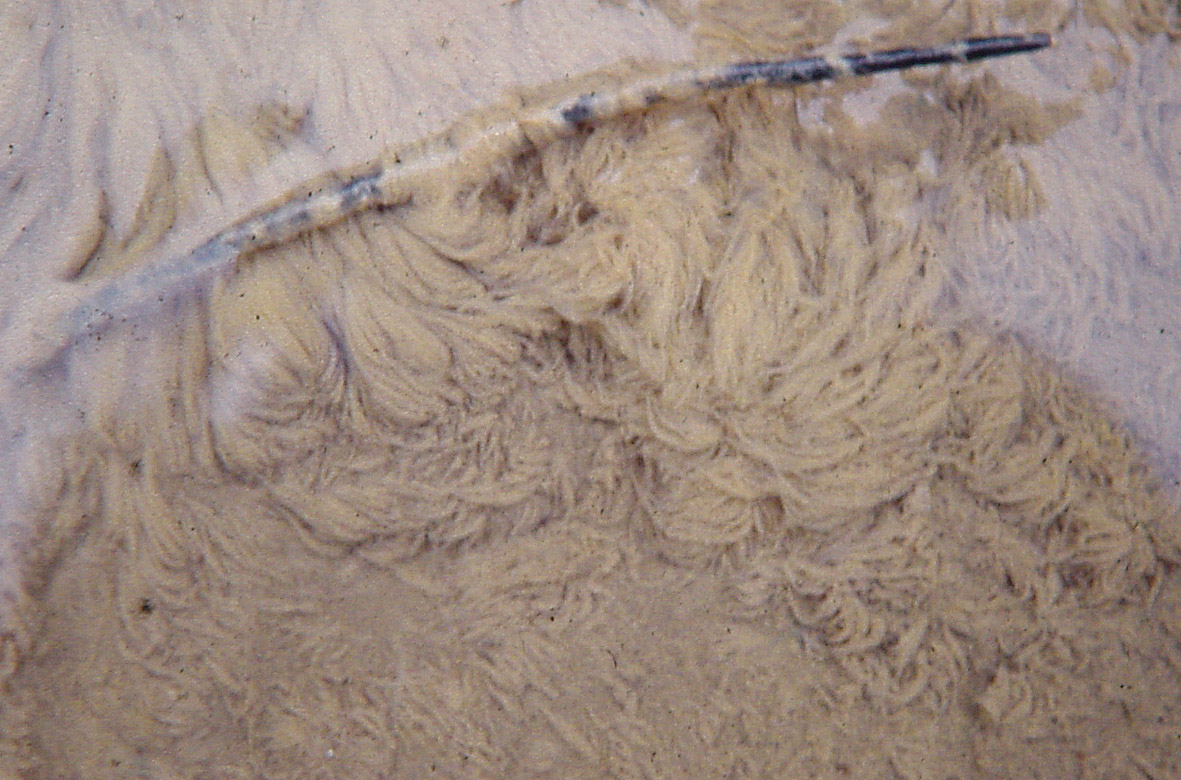
Sphaerotilus natans